# Goniothalamus andersonii
Goniothalamus andersonii este o specie de plante din genul Goniothalamus, familia Annonaceae, descrisă de James Sinclair. Conform Catalogue of Life specia Goniothalamus andersonii nu are subspecii cunoscute.